# Білл Кук
Білл Кук (англ. Bill Cook, нар. 9 жовтня 1895, Брантфорд — пом. 5 травня 1986, Кінгстон) — канадський хокеїст, що грав на позиції крайнього нападника.
Старший брат Бана та Бада Куків, також хокеїстів.
Член Зали слави хокею з 1952 року. Володар Кубка Стенлі. Провів понад 500 матчів у Національній хокейній лізі.

## Ігрова кар'єра
Хокейну кар'єру розпочав 1914 року.
Протягом професійної клубної ігрової кар'єри, що тривала 16 років, захищав кольори команд «Саскатун Кресентс» та «Нью-Йорк Рейнджерс».
Загалом провів 520 матчів у НХЛ, включаючи 46 ігор плей-оф Кубка Стенлі.

## Тренерська робота
Після завершення кар'єри гравця тренував різноматні клуби ІАХЛ, а з 1951 по 1953 тренував клуб НХЛ «Нью-Йорк Рейнджерс».

## Нагороди та досягнення
- Володар Кубка Стенлі в складі «Нью-Йорк Рейнджерс» — 1928, 1933.
- Перша команда всіх зірок НХЛ — 1931, 1932, 1933.
- Друга команда всіх зірок НХЛ — 1934.
- Під 44-м номером входить до списку найкращих гравців НХЛ за версією журналу The Hockey News (1997).

## Статистика
| Сезон         | Клуб                      | Ліга          | Регулярний сезон | Регулярний сезон | Регулярний сезон | Регулярний сезон | Регулярний сезон | Плей-оф | Плей-оф | Плей-оф | Плей-оф | Плей-оф |
| Сезон         | Клуб                      | Ліга          | І                | Г                | П                | О                | ШХ               | І       | Г       | П       | О       | ШХ      |
| ------------- | ------------------------- | ------------- | ---------------- | ---------------- | ---------------- | ---------------- | ---------------- | ------- | ------- | ------- | ------- | ------- |
| 1914–15       | «Кінгстон Фронтенакс»     | ОХА           | —                | —                | —                | —                | —                | —       | —       | —       | —       | —       |
| 1914–15       | «Кінгстон Фронтенакс»     | ОХА           | —                | —                | —                | —                | —                | —       | —       | —       | —       | —       |
| 1919–20       | «Кінгстон Фронтенакс»     | ОХА           | —                | —                | —                | —                | —                | —       | —       | —       | —       | —       |
| 1920–21       | «Су-Сент-Марі Грейхаундс» | ПОХА          | 9                | 12               | 7                | 19               | 48               | 5       | 5       | 1       | 6       | —       |
| 1920–21       | «Су-Сент-Марі Грейхаундс» | NMHL          | 12               | 12               | 6                | 18               | —                | —       | —       | —       | —       | —       |
| 1921–22       | «Су-Сент-Марі Грейхаундс» | NMHL          | 12               | 20               | 8                | 28               | —                | —       | —       | —       | —       | —       |
| 1921–22       | «Су-Сент-Марі Грейхаундс» | ПОХА          | 8                | 7                | 5                | 12               | 38               | 2       | 1       | 1       | 2       | 2       |
| 1922–23       | «Саскатун Кресентс»       | ЗКХЛ          | 30               | 9                | 16               | 25               | 19               | —       | —       | —       | —       | —       |
| 1923–24       | «Саскатун Кресентс»       | ЗКХЛ          | 30               | 26               | 14               | 40               | 20               | —       | —       | —       | —       | —       |
| 1924–25       | «Саскатун Кресентс»       | ЗКХЛ          | 27               | 22               | 10               | 32               | 79               | 2       | 0       | 0       | 0       | 4       |
| 1925–26       | «Саскатун Шейкс»          | ЗХЛ           | 30               | 31               | 13               | 44               | 26               | 2       | 2       | 0       | 2       | 26      |
| 1926–27       | «Нью-Йорк Рейнджерс»      | НХЛ           | 44               | 33               | 4                | 37               | 58               | 2       | 1       | 0       | 1       | 6       |
| 1927–28       | «Нью-Йорк Рейнджерс»      | НХЛ           | 43               | 18               | 6                | 24               | 42               | 9       | 2       | 3       | 5       | 26      |
| 1928–29       | «Нью-Йорк Рейнджерс»      | НХЛ           | 43               | 15               | 8                | 23               | 41               | 6       | 0       | 0       | 0       | 6       |
| 1929–30       | «Нью-Йорк Рейнджерс»      | НХЛ           | 44               | 29               | 30               | 59               | 56               | 4       | 0       | 1       | 1       | 11      |
| 1930–31       | «Нью-Йорк Рейнджерс»      | НХЛ           | 43               | 30               | 12               | 42               | 39               | 4       | 3       | 0       | 3       | 4       |
| 1931–32       | «Нью-Йорк Рейнджерс»      | НХЛ           | 48               | 34               | 14               | 48               | 33               | 7       | 3       | 3       | 6       | 2       |
| 1932–33       | «Нью-Йорк Рейнджерс»      | НХЛ           | 48               | 28               | 22               | 50               | 51               | 8       | 3       | 2       | 5       | 4       |
| 1933–34       | «Нью-Йорк Рейнджерс»      | НХЛ           | 48               | 13               | 13               | 26               | 21               | 2       | 0       | 0       | 0       | 2       |
| 1934–35       | «Нью-Йорк Рейнджерс»      | НХЛ           | 48               | 21               | 15               | 36               | 23               | 4       | 1       | 2       | 3       | 7       |
| 1935–36       | «Нью-Йорк Рейнджерс»      | НХЛ           | 44               | 7                | 10               | 17               | 16               | —       | —       | —       | —       | —       |
| 1936–37       | «Нью-Йорк Рейнджерс»      | НХЛ           | 21               | 1                | 4                | 5                | 6                | —       | —       | —       | —       | —       |
| 1937–38       | «Клівленд Баронс»         | ІАХЛ          | 5                | 0                | 0                | 0                | 5                | 1       | 0       | 0       | 0       | 0       |
| Усього в ЗКХЛ | Усього в ЗКХЛ             | Усього в ЗКХЛ | 117              | 88               | 53               | 141              | 144              | 4       | 2       | 0       | 2       | 30      |
| Усього в НХЛ  | Усього в НХЛ              | Усього в НХЛ  | 474              | 229              | 138              | 367              | 386              | 46      | 13      | 11      | 24      | 68      |

## Тренерська статистика
| Команда      | Сезон                | Регулярний сезон | Регулярний сезон | Регулярний сезон | Регулярний сезон | Регулярний сезон | Регулярний сезон | Регулярний сезон | Плей-оф   | Плей-оф |
| Команда      | Сезон                | Ліга             | І                | В                | П                | Н                | О                | Результат        | Результат |         |
| ------------ | -------------------- | ---------------- | ---------------- | ---------------- | ---------------- | ---------------- | ---------------- | ---------------- | --------- | ------- |
| 1951–52      | «Нью-Йорк Рейнджерс» | НХЛ              | 47               | 17               | 22               | 8                | .447             | 5-е місце        | не вийшли |         |
| 1952–53      | «Нью-Йорк Рейнджерс» | НХЛ              | 70               | 17               | 37               | 16               | .357             | 6-е місце        | не вийшли |         |
| Усього в НХЛ | Усього в НХЛ         | Усього в НХЛ     | 117              | 34               | 59               | 24               | .393             |                  |           |         |